# David Bryan
David Bryan (rođen David Bryan Rashbaum, Edison, New Jersey, 7. veljače, 1962.) klavijaturist je rock sastava Bon Jovi.